# Daranak
Daranak – wieś w Armenii, w prowincji Gegharkunik. W 2011 roku liczyła 168 mieszkańców.